# Banco de tiempo

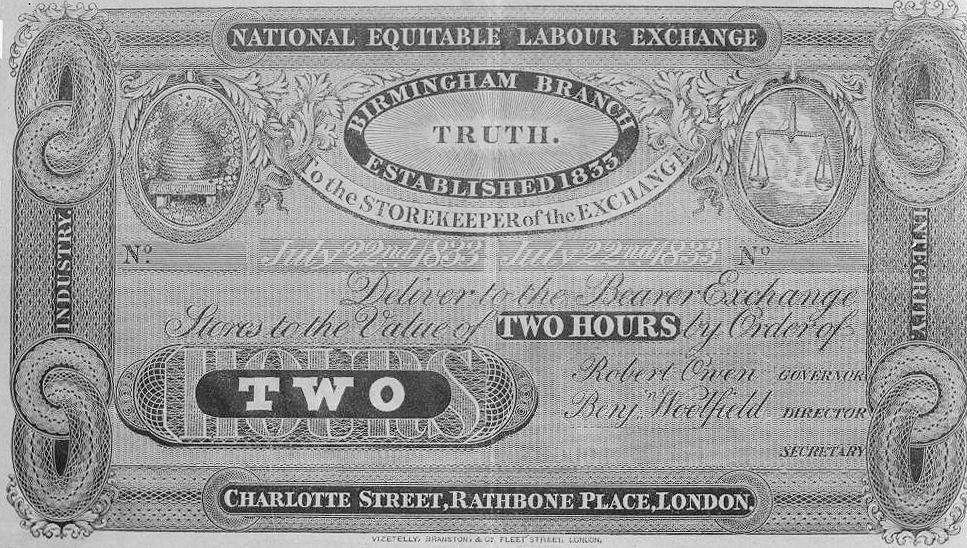
Moneda de pago del truck system en 1833.

Un banco de tiempo es una iniciativa comunitaria de intercambio de tiempo, que emula simbólicamente el funcionamiento de un banco, pero en el cual aquello que se "presta" y se "recibe" es tiempo dedicado a servicios a las personas. 
Los bancos de tiempo son grupos de personas motivadas para intercambiar sus saberes, dedicándolos a tareas puntuales fomentando así la oportunidad de conocer y confiar en los otros. Los intercambios más habituales se refieren a actividades socioculturales, o a actividades relacionadas con las necesidades de la vida diaria. Este mecanismo, facilitador de intercambios voluntarios basados en la confianza, se basa en las evidencias de que en los pueblos y en las ciudades hay valores comunitarios fuertemente arraigados. Los bancos de tiempo constituyen una herramienta de regeneración de las comunidades que permite la convivencia cooperativa y la autonomía personal. 

## Objetivos
Un banco del tiempo puede tener varios de estos objetivos: 
Fomentar la Solidaridad y la Cooperación:
- Crear una red de apoyo mutuo donde los miembros intercambian servicios sin necesidad de dinero.
- Fortalecer los lazos comunitarios y promover la reciprocidad.

Promover la Inclusión Social:
- Incluir a personas de diferentes edades, habilidades, y contextos socioeconómicos, reduciendo así la marginalización.
- Ofrecer oportunidades para que todos contribuyan y se sientan valorados.

Desarrollar Habilidades y Competencias:
- Facilitar el aprendizaje y la práctica de nuevas habilidades mediante el intercambio de servicios.
- Permitir a los miembros descubrir y desarrollar talentos que podrían no haber reconocido o utilizado en otros contextos.

Mejorar la Calidad de Vida:
- Proporcionar acceso a servicios que los miembros pueden necesitar pero no pueden permitirse pagar en dinero.
- Promover una mejor utilización del tiempo libre y fomentar un sentido de propósito.

Estimular la Economía Local:
- Apoyar pequeñas economías y redes locales, manteniendo el valor dentro de la comunidad.
- Promover un modelo económico alternativo que complementa la economía tradicional.

Fomentar la Sostenibilidad y el Consumo Responsable:
- Reducir la dependencia del consumo de bienes y servicios comerciales.
- Promover el uso eficiente de los recursos y la reducción de residuos al compartir habilidades y servicios.

Apoyar la Salud y el Bienestar:
- Ofrecer actividades y servicios que pueden mejorar la salud física y mental de los miembros.
- Crear un entorno de apoyo emocional y social.

Facilitar la Integración y la Cohesión Comunitaria:
- Promover la integración de nuevos miembros de la comunidad y fomentar una mayor cohesión social.
- Crear un sentido de pertenencia y comunidad.

## Origen
Hay antecedentes de intercambios basados en unidades de tiempo desde el siglo XIX, en concreto la Cincinnati Time Store, proyecto impulsado por el anarquista estadounidense Josiah Warren. Desde entonces, los bancos de tiempo modernos forman parte de un importante movimiento mutualista y cooperativista, tanto en los Estados Unidos, como posteriormente en Europa y en el resto del mundo, iniciado por Edgar S. Cahn a partir de la década de 1980. Cahn concibió el mecanismo de los time dollars o bancos de tiempo en un momento de crisis económica y de recortes en los servicios del Estado del bienestar estadounidense. Su objetivo era solucionar problemas de la "economía de mercado", que no valora suficientemente algunos servicios, a través de un mercado complementario de intercambio de tiempo que se adapta a lo que él denomina "economía de base" informal y no monetaria.
Las primeras experiencias de bancos del tiempo en Europa tuvieron lugar en Italia durante los años 90 del siglo XX. El propósito era cubrir las necesidades de los jubilados, que disponían de mucho tiempo libre, y simultáneamente ayudar a las mujeres a equilibrar su vida laboral y familiar. El término "banco del tiempo" fue empleado por primera vez en 1991 por el sindicato de pensionistas de Parma.
En el Reino Unido, el concepto se introdujo en 1998 gracias a Maria Simon, del Departamento de Servicios Sociales de Gloucestershire, y al periodista y escritor David Boyle. Inspirados por Cahn y el potencial de la iniciativa para crear un modelo de asistencia social basado en la cercanía, Maria Simon fundó Fair Shares, el primer banco del tiempo británico, mientras que Boyle estableció el segundo a través de la New Economics Foundation (NEF) en un centro médico del sur de Londres. Su objetivo era evaluar el impacto de esta iniciativa en la salud de las personas e integrar el concepto en los servicios locales de salud y bienestar social (Gisbert, 2010).
El primer Banco del Tiempo en España se inició en Barcelona en 1998. Hoy en día, muchos Ayuntamientos españoles, como los de Sevilla, Málaga y Valladolid, entre otros, ofrecen los Bancos del Tiempo como un recurso municipal. 
Los bancos del tiempo tuvieron especial impulso desde la crisis financiera de 2008 y el movimiento 15M en España 

## Funcionamiento
Se trata básicamente de intercambiar necesidades por habilidades, sin ánimo de lucro ni ninguna mediación monetaria. El usuario recibe un servicio de un miembro del grupo durante un periodo, y se compromete a prestar un servicio igualmente prolongado. Es decir, "funciona a través de créditos mutuos en forma de tiempo". Cada usuario es titular de una "cuenta corriente" que registra el saldo de tiempo disponible. La unidad de intercambio es la hora, independientemente del servicio que se ofrezca o que se reciba. Cada servicio, conocimiento o habilidad intercambiada tiene el mismo valor, medido en unidades de tiempo, independientemente de que el donante sea un principiante o un experto.
Cuando surgieron los bancos de tiempo en España, las transacciones se regulaban con el intercambio físico de unos cheques de tiempos, que se daban en forma de talonario a los socios del banco. Una secretaría centralizaba la gestión de ofertas y demandas, poniendo en contacto a las personas, y controlando el estado de saldo de las horas dadas y recibimientos. Actualmente, el uso de cheques es muy residual ya que los bancos de tiempo usan diferentes programas de gestión en línea donde las personas ven las ofertas y las demandas del grupo y efectúan las transferencias de tiempo, una vez realizado el intercambio. 

Los intercambios no son bilaterales ("yo te doy y tú me das"), sino multilaterales: se ofrece oferta y demanda a una bolsa de servicios, conocimientos y habilidades del banco de tiempo de forma que la persona A ayuda a B, B ayuda a C, C ayuda a D, y D ayuda a A.
Los banco del tiempo tienen una serie de principios básicos (Cuenca 2007, p. 129): 
- Igualdad: todos los servicios tienen el mismo valor.
- Confianza: la creación de redes sociales de ayuda fortalece los lazos de confianza en la comunidad y entre las personas y las instituciones. Todos los participantes aceptan su vulnerabilidad al entorno y confían en una solución participada.
- Multireciprocidad: todos los participantes dan y reciben algo. Los intercambios son multilaterales, el servicio no tiene que ser devuelto a la misma persona que lo ha prestado, si no a cualquier otro participante del BdT.
- Flexibilidad y voluntariedad: los intercambios tienen carácter puntual y espontáneo, no son servicios profesionales.
- Responsabilidad: Los participantes se responsabilizan personalmente de la calidad de los intercambios. Asimismo, cada persona inscrita posee un seguro de responsabilidad civil. El BdT debe vigilar el cumplimiento del reglamento y del acuerdo de adhesión de los socios/as.

## Tipología
Generalmente, los bancos del tiempo en España siguen el modelo del sur o italiano, centrado en la conciliación de la vida familiar y laboral. Sin embargo, algunos, como el de Alicante y cada vez más, se asemejan más al modelo anglosajón, que se enfoca en fortalecer las comunidades, mejorar la calidad de vida y aumentar la confianza entre la población mediante la coproducción de servicios de atención personal.

## Los bancos del tiempo en Andalucía
En Andalucía, los bancos de tiempo se han establecido como una herramienta valiosa para fomentar la cooperación y el apoyo mutuo entre los ciudadanos. En ciudades como Sevilla, Jerez de la Frontera, Málaga y Granada, estos bancos se han implementado con éxito y han demostrado ser un recurso eficaz para mejorar la calidad de vida de la comunidad.
En Sevilla, el banco del tiempo funciona a través de la colaboración entre el Ayuntamiento y diversas organizaciones locales. Los miembros pueden intercambiar servicios y habilidades, como clases de idiomas, cuidado de niños, o reparaciones del hogar.  Málaga también ha desarrollado un robusto sistema de banco del tiempo, donde los ciudadanos pueden registrarse y ofrecer sus habilidades y tiempo a otros miembros de la comunidad. El enfoque en Málaga ha sido particularmente exitoso el Banco del Tiempo de la Asociación Cívica para la Prevención en promover la integración social y en ofrecer una plataforma para que personas de todas las edades y orígenes contribuyan y se beneficien del sistema. Granada ha adoptado un enfoque similar, con un banco del tiempo que se enfoca en la inclusión social y el apoyo a personas en situación de vulnerabilidad. El programa facilita el intercambio de servicios entre sus miembros y se ha convertido en una red de apoyo crucial para muchos granadinos.
En general, los bancos de tiempo en Andalucía siguen un modelo que combina la tradición mediterránea de solidaridad comunitaria con innovaciones que buscan fortalecer las relaciones sociales y mejorar la calidad de vida. Estos bancos se han integrado en la estructura de muchos Ayuntamientos, que los promueven como una herramienta esencial para la cohesión social y el bienestar de sus ciudadanos.

## Los bancos de tiempo en Cataluña
En sus inicios, los bancos del tiempo en Cataluña se impulsan habitualmente desde los ayuntamientos en colaboración con la red asociativa y vecinal, a menudo con el apoyo de la Asociación Salud y Familia. A medida que la ciudadanía se familiariza con los bancos de tiempo, empezaron a surgir proyectos gestionados por diferentes grupos informales o asociaciones, con o sin el apoyo de la administración pública. Actualmente la gran mayoría de los bancos de tiempo son de gestión ciudadana. 
En 1997 la directora del Centro Cívico del Guinardó, Cinta Llorens, en representación del Ayuntamiento de Barcelona, y la directora de la Asociación Salud y Familia Elvira Méndez propusieron en el Centro de Cultura Popular Montserrat llevar la gestión del primer Banco de Tiempo en Cataluña.
En 2012 nace en Barcelona la Asociación para el Desarrollo de los Bancos de Tiempo, una organización sin ánimo de lucro gestionada por personas activistas de diferentes bancos de tiempo de España y América Latina. 
Existen numerosos bancos del tiempo en Cataluña: Barcelona (varios en diferentes barrios), Badalona, Tarrasa, Sabadell, Sardañola del Vallés, San Cugat del Vallés, San Juan Despí, Santa María de Palautordera, Arenys de Mar; en Gerona el Banco de Tiempo Pont del Dimoni y el del barrio de Palau, Villanueva y Geltrú, Villafranca del Panadés, Cambrils, entre otros municipios. Esta lista no es exhaustiva así que para información más actualizada, consulta el mapa de los bancos de tiempo.